# Aïn El Hadjar (Saïda)
Aïn El Hadjar (în arabă عين الحجر) este o comună din provincia Saïda, Algeria.
Populația comunei este de 29.022 de locuitori (2008).